# Bangulan (Babessi)
Bangulan est l'un des quatre villages de la commune de Babessi, département de Ngo-Ketunjia de la région du Nord-Ouest du Cameroun.
Entre décembre 2015 et 2017, le village a fait face à une forte crise à la suite de la tentative de destitution du Fon entraînant des manifestations et plusieurs morts.

## Organisation
Le village est géré par un chef traditionnel, le Fon, assisté par une assemblée de notables ayant diverses fonctions. Le Fon est aidé par des adjoints et un régent le remplace en cas d'absence. Un palais (ou « fondom ») est le siège de cette autorité. Des conseils traditionnels peuvent également exister dans les quartiers pour gérer les disputes à leur échelle.
Des assemblées locales, comme les « samba house » ou les « njangi house » permettent des regroupements très variés selon par exemple l'âge, le quartier, le sexe ou la catégorie socio-professionnelle.
Bangulan est divisé en 11 quartiers :
- Nkendipeh ;
- Kiafah ;
- Mbisang ;
- Nchotchimbere ;
- Ngoliang ;
- Fongoh ;
- Makulung ;
- Kwaliang ;
- Mbuntoh ;
- Nkuwat ;
- Mapuat.

## Population
Au dernier recensement de 2005, le village comptait 10 022 habitants, dont 4 603 hommes et 5 419 femmes. En 2011, la population est estimée à 9322 habitants dont 1 891 hommes, 2 308 femmes et 5 123 enfants.
La langue principale est le bangolan
Historiquement, des populations Bamouns ont immigré dans le village de Bangulan. Il en est résulté une forte influence musulmane.
Le village accueille aujourd'hui une minorité d'éleveurs nomades : les Mbororo dans l'île de Nkuonkuo. Cette population est nomade, ne venant sur l'île que pour la saison sèche afin de nourrir leur bétail et repartant à la saison des pluies. En 2011, le taux illettrisme restait important dans cette communauté.

## Climat
Le secteur a deux saisons : la saison des pluies de mars à octobre avec une pluviométrie moyenne de 1 270 à 1 778 mm, et la saison sèche de novembre à mars avec des températures maximales annuelles comprises entre 27,2 et 33,6 °C et des minimales comprises entre 7,8 et 15,9 °C.

## Sol et relief
La commune de Babessi est une plaine entourée de reliefs vallonnés s'étendant à environ 1 200 m d'altitude. Les sols sont constitués principalement de basalte, de trachyte et/ou de granite. Des dépôts d'alluvions et de matières organiques ont permis de créer des sols favorables à l'agriculture et au pâturage. Les marais et de marécages sont nombreux et ces sols gorgés d'eau ont souvent été transformés pour permettre la culture du riz dans la commune.

## Végétation et hydrologie
La végétation dominante de la commune est du type savanes avec des petits arbres chétifs. Quelques parcelles de forêts sont présentes, notamment des forêts galeries de plantation de palmiers et de raphia dont l'exploitation est importante pour l'économie locale. Des plantations d'eucalyptus, de pruniers d’Afrique et de colas sont également présentes.

## Religion
En 2011, près de 65 % de la population était musulmane. Plusieurs mosquées sont présentes à Bangulan. Contrairement aux autres villages de Babessi, les catholiques sont peu nombreux et sont principalement des personnes non-indigènes. On dénombre également quelques presbytériens, des baptistes et des croyants des religions traditionnelles africaines.

## Économie
L'économie repose principalement sur une agriculture. L'agriculture sur brûlis est prédominante et conduit à des dégradations des sols. Un marché a lieu toutes les semaines. Un musée est présent à Bangulan.

## Équipements
Bangulan accueille :
- une coopérative de crédit : Bangolan cooperative credit union ;
- six écoles publiques et 3 écoles privées maternelles et primaires ;
- une école d'enseignement secondaire ;
- quatre centres médicaux ;
- aucune poste n'est présente mais plusieurs opérateurs de téléphonie mobile couvrent le secteur.

Aucun service d'assainissement n'est présent dans le village.
Les écoles et les centres médicaux ont du personnel et/ou des moyens insuffisants pour répondre à leurs missions. Le niveau d'éducation est donc faible en raison du nombre insuffisant de professeurs et/ou de moyens et des ressources financières limitées des parents.
L'accès à l'eau potable et à l’électricité est insuffisant en raison de moyens financiers limités pour le premier et d'une ressource insuffisante pour le second.

## Déplacements
La route menant à Bangulan et les routes rurales sont des routes en terre, parfois étroites, et inaccessibles à la saison des pluies.

## Liens
- Ngo-Ketunjia online
- (en) Babessi, sur le site Communes et villes unies du Cameroun (CVUC)
- (en) Babessi Council Development Plan. Draft Report, PNDP, juillet 2011, 225 p.